# Raoul Dagostini
 (août 2025).
Si vous disposez d'ouvrages ou d'articles de référence ou si vous connaissez des sites web de qualité traitant du thème abordé ici, merci de compléter l'article en donnant les références utiles à sa vérifiabilité et en les liant à la section « Notes et références ».
 Raoul Dagostini, né le 8 mars 1912 à Oran, est un ancien officier des troupes coloniales qui s’est engagé dans la Légion des volontaires français contre le bolchevisme (LVF), puis a servi dans la Milice française avant d’être condamné à mort et exécuté à Lyon le 10 septembre 1944.

## Biographie
En tant qu’ancien officier de la Coloniale, il a notamment participé à des opérations de maintien de l’ordre au Maroc, au cours desquelles, selon certaines sources[réf. nécessaire], il se serait livré  à des exactions contre les populations de l’Atlas et du Tafilalet.
Après l’attaque de l’URSS par l’Allemagne en 1941, il s’engage dans la LVF où il sert en tant que lieutenant au 1er bataillon.  En janvier 1943, dans la région de Kutovo, il fait exécuter une vingtaine de personnes dans un village où, quelques jours auparavant, une unité de la LVF était tombée dans une embuscade laissant sur place douze blessés graves assassinés par les partisans. Dénoncé par les habitants d’un village voisin, il est arrêté par les Allemands[réf. nécessaire] qui le condamnent à mort. Il n’est finalement pas exécuté, mais renvoyé en France.
De retour en France, il s’engage dans la Milice. Il participe aux opérations militaires aux Glières en mars 1944, puis dans le Vercors avec Jacques de Bernonville, Raoul dirige et il est l'un des responsables de la Franc-Garde. Il fait preuve d’une grande brutalité et laisse ses troupes commettre des atrocités, ce qui lui vaut d’être relevé de son commandement par Joseph Darnand lui-même. 
Au moment de la Libération de la France, il ne part pas en Allemagne comme beaucoup de miliciens, mais reste dans la région de Lyon avec sa maîtresse, Maud Champetier de Ribes. Arrêtés, ils sont tous les deux exécutés à Lyon à la Prison Montluc le 11 septembre 1944.

## Récompenses et distinctions
- Croix de fer (2ème classe) au titre de la LVF
- Citation à l'ordre de la Nation au titre de la Milice